# Лигард
Лига́рд (фр. Ligardes) — коммуна во Франции, находится в регионе Юг — Пиренеи. Департамент — Жер. Входит в состав кантона Кондом. Округ коммуны — Кондом.
Код INSEE коммуны — 32212.

## География
Коммуна расположена приблизительно в 560 км к югу от Парижа, в 95 км северо-западнее Тулузы, в 45 км к западу от Оша.
На западе коммуны протекает река Овиньон.

## Климат
Климат умеренно-океанический. Лето жаркое и немного дождливое, температура часто превышает 35 °С. Зимой часто бывает отрицательная температура и ночные заморозки. Годовое количество осадков — 700—900 мм.

## Население
Население коммуны на 2010 год составляло 227 человек.
| 1962 | 1968 | 1975 | 1982 | 1990 | 1999 | 2010 |
| ---- | ---- | ---- | ---- | ---- | ---- | ---- |
| 303  | 280  | 247  | 261  | 269  | 250  | 227  |

## Администрация
| Период | Период | Фамилия    | Партия                                                                     | Примечания |
| ------ | ------ | ---------- | -------------------------------------------------------------------------- | ---------- |
| 2001   | 2020   | Пьер Дюлон | Союз за французскую демократию → Национальный центр независимых и крестьян |            |

## Экономика
В 2010 году среди 139 человек трудоспособного возраста (15-64 лет) 98 были экономически активными, 41 — неактивными (показатель активности — 70,5 %, в 1999 году было 72,2 %). Из 98 активных жителей работали 85 человек (44 мужчины и 41 женщина), безработных было 13 (8 мужчин и 5 женщин). Среди 41 неактивных 5 человек были учениками или студентами, 25 — пенсионерами, 11 были неактивными по другим причинам.

## Достопримечательности
- Замок Кампеньо (XVIII век). Исторический памятник с 2013 года[4]

## Фотогалерея
- Лигард
- Карта коммуны